# 无脚狸藻组
无脚狸藻组（学名：Utricularia sect. Nelipus）为狸藻属下的一组。1838年，康斯坦丁·萨米埃尔·拉菲内克描述了该组。其下之中的两个物种为澳大利亚的特有种，之外的长梗狸藻（U. limosa）分布于东南亚。该组物种的特征为其花冠下唇两裂。